# 伊作犬安丸
伊作 犬安丸（いざく いぬやすまる、嘉吉2年（1442年） - 長禄2年12月4日（1459年1月8日））は、室町時代の人物。
薩摩国島津氏の分家・伊作氏7代当主。父は伊作教久（6代当主）。

## 生涯
嘉吉2年（1442年）、父・教久の死去を受け僅か1歳で家督を継ぐ。長禄2年（1459年）、伊集院諏訪神社の祭典に出席していたが、式典の終了後急死。享年16。毒殺説も浮上したが詳細は不明。
伊作家は島津本家9代当主・島津忠国の三男・久逸（亀房丸）が、鎌田政年の手回しにより犬安丸の妹を妻に娶る形で養子に入り跡を継いだ。